# Christian Reimer
Christian Reimer (* 1943 in Königsberg) ist ein deutscher Psychotherapeut, Psychiater und emeritierter Professor für klinische Psychosomatik und Psychotherapie. Er war Direktor der Klinik für Psychosomatik und Psychotherapie und Geschäftsführender Direktor des Zentrums für Psychosomatische Medizin der Justus-Liebig-Universität Gießen.

## Leben
Nach dem Abitur am Gymnasium Josephinum in Hildesheim begann er zunächst Studien  in Philosophie, Psychologie und Religionswissenschaft an der Freien Universität Berlin und der Georg-August-Universität Göttingen. In Göttingen begann er auch sein Studium der Humanmedizin, das er später an der Universität Hamburg fortsetzte und dort 1971 mit dem Staatsexamen abschloss. Im selben Jahr wurde er in Hamburg zum Doktor der Medizin promoviert. Neben seiner Weiterbildung zum Psychiater am  Psychiatrischen Universitätsklinikum Hamburg-Eppendorf absolvierte er eine Ausbildung zum Psychoanalytiker am Michael-Balint-Institut in Hamburg. 1979 wurde er Lehranalytiker.
Ab 1980 arbeitete Christian Reimer als Leitender Oberarzt und Stellvertretender Klinikdirektor an der Klinik für Psychiatrie der Medizinischen Universität Lübeck. Dort wurde er 1983 zunächst für Psychiatrie, 1985 für Psychiatrie und Psychotherapie habilitiert. 1984 wurde er in Lübeck zum Professor für Psychiatrie ernannt. 1988 erfolgte ein Ruf  auf den Lehrstuhl für Psychotherapie und Psychohygiene der Universität Basel, den Reimer zum 1. April 1989 annahm.
Weitere Rufe erfolgten an den Lehrstuhl für Tiefenpsychologie und Psychotherapie der Universität Wien und den Lehrstuhl für Psychosomatik und Psychotherapie der Universität des Saarlandes. Im Dezember 1991 erhielt er einen Ruf auf die Professur für Klinische Psychosomatik und Psychotherapie der Universität Gießen. Dort wurde Christian Reimer Nachfolger von Horst-Eberhard Richter und leitete  von 1992 bis zu seiner Emeritierung 2008 als Direktor die Klinik für Psychosomatik und Psychotherapie und das Zentrum für Psychosomatische Medizin in Gießen.
Nach seiner Emeritierung war er von 2008 bis 2011 leitender Arzt der Institutsambulanz der Wiesbadener Akademie für Psychotherapie.

## Forschungsschwerpunkte
Christian Reimers Forschungsschwerpunkte sind insbesondere die Suizidforschung, ärztliche Gesprächsführung und die Lebensqualität von Ärzten und Psychotherapeuten aus psychodynamischer Sicht, außerdem hat er insbesondere zu Ethik in der Psychotherapie geforscht und publiziert. Er hat federführend an mehreren Lehrbüchern über Psychotherapie (sowohl bezogen auf psychodynamische Psychotherapien als auch schulenübergreifend) mitgewirkt.

## Schriften (Auswahl)
- Suizid. Ergebnisse und Therapie. Berlin, Heidelberg, 1982.
- Untersuchungen über Aggression und Methodenwahl beim Selbstmordversuch. Habilitationsschrift, Lübeck, 1983.
- Ärztliche Gesprächsführung. Heidelberg, 1985.
- Christian Reimer, Georg Arentewicz: Kurzpsychotherapie nach Suizidversuch. Ein Leitfaden für die Praxis. Berlin, Heidelberg, 1993.
- Christian Reimer, Jochen Eckert, Martin Hautzinger, Eberhard Wilke: Psychotherapie. Ein Lehrbuch für Ärzte und Psychologen. Berlin, Heidelberg, 1996.
- Christian Reimer, Ulrich Rüger: Psychodynamische Psychotherapien. Lehrbuch der tiefenpsychologisch fundierten Psychotherapien. Berlin, Heidelberg, 2000.
- Volker Arolt, Christian Reimer, Horst Dilling: Basiswissen Psychiatrie und Psychotherapie. Berlin, 2011.